# SLOI
SLOI S.r.l. (acronimo per Società Lavorazioni Organiche Inorganiche) è stata una società che produceva miscele antidetonanti per benzine, costituite da piombo tetraetile (con il nome commerciale Etilmix, un composto 25 volte più pericoloso dell'iprite utilizzata durante la prima guerra mondiale), dibromoetano e dicloroetano. Dal 1947 iniziò anche la lavorazione di ipoclorito di sodio.
La ditta aveva uno stabilimento industriale situato a Trento nord.

## Storia

### Durante il conflitto

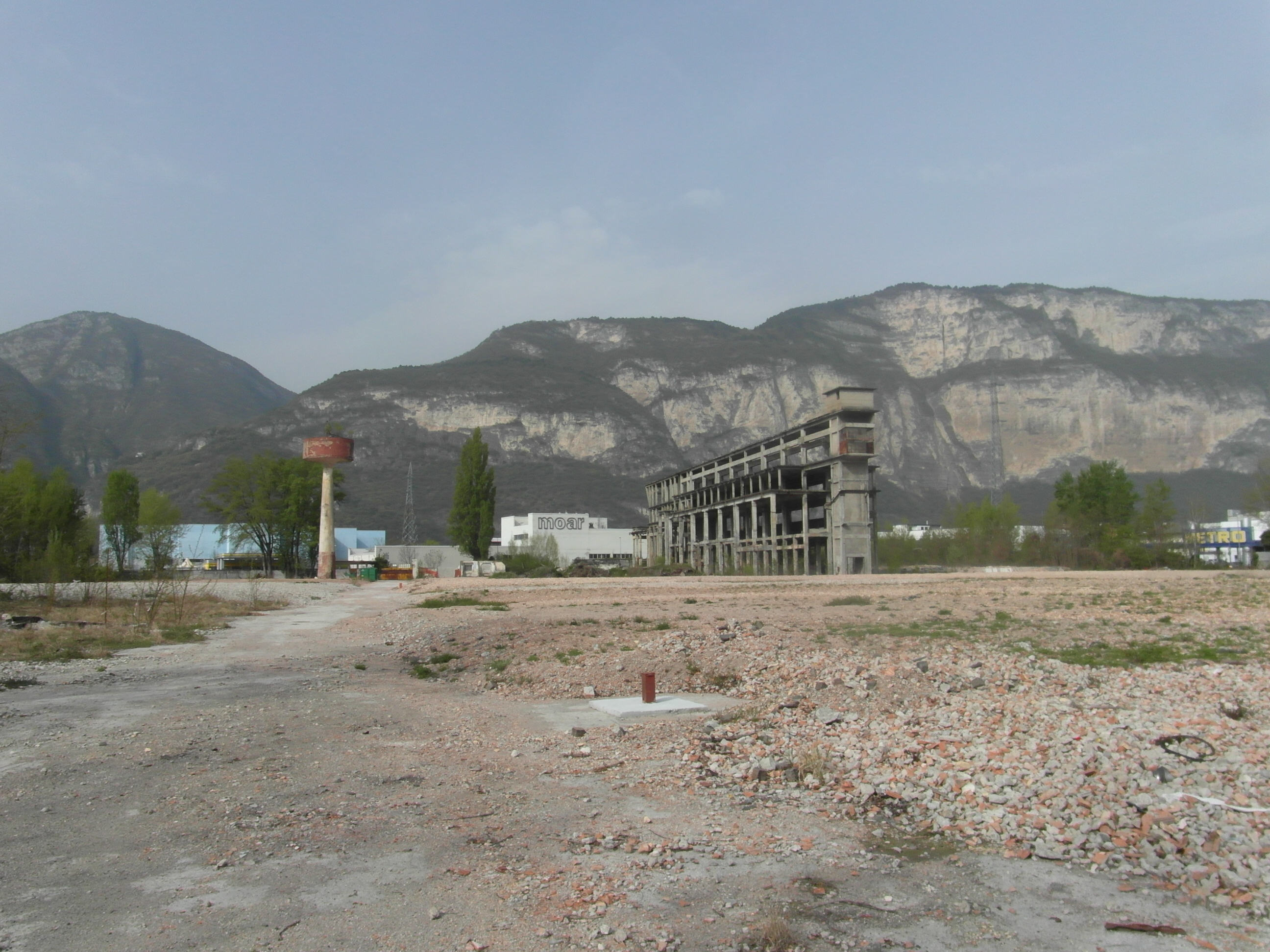
Vista dell'areale nel 2016

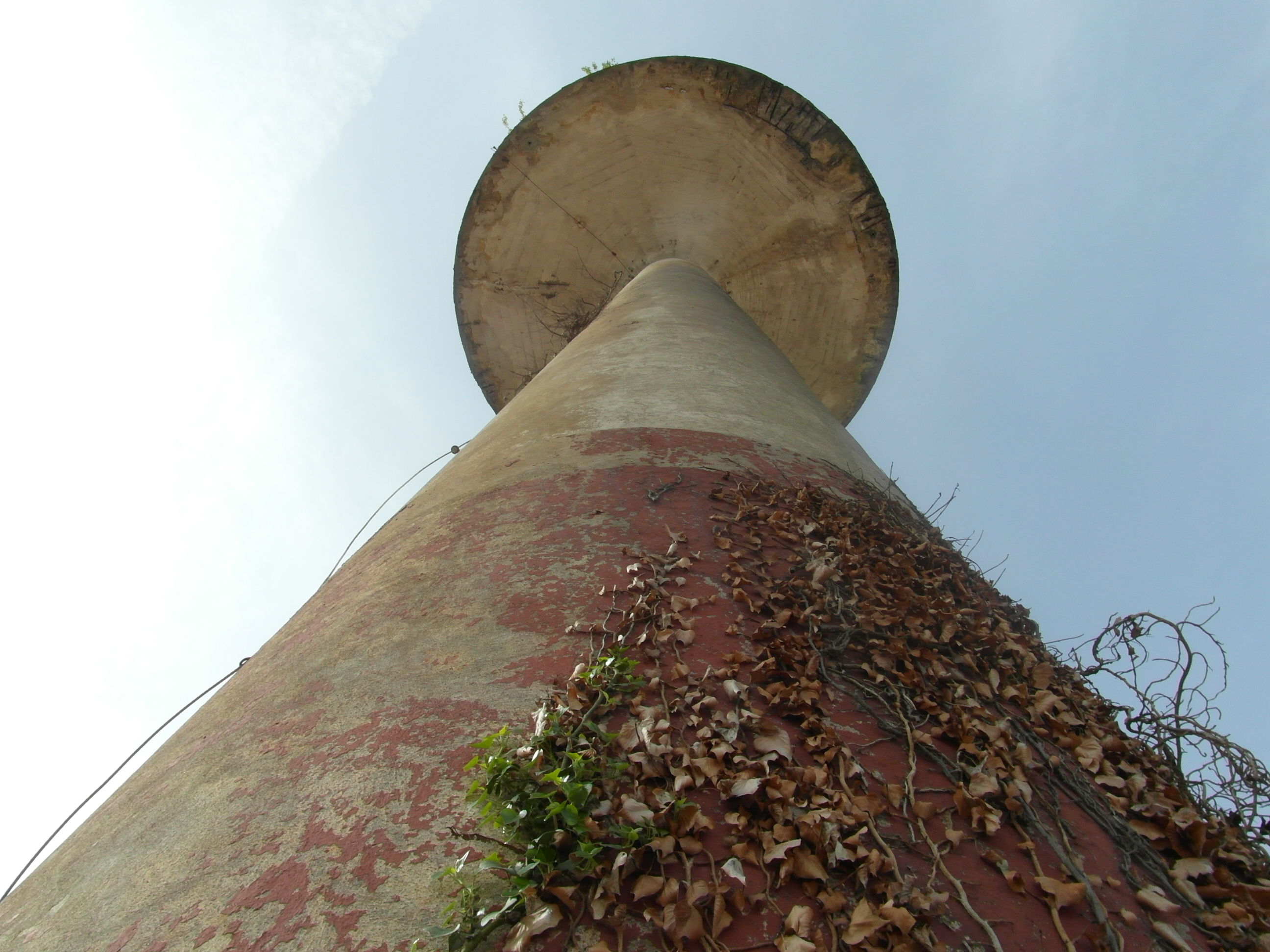
Vista della torre piezometrica

La società nasce nel 1935 da un'idea del chimico Carlo Luigi Randaccio che inizia a produrre in via sperimentale piombo tetraetile a Ravenna. Nel 1939, vi è l'arrivo dell'azienda a Trento, fabbrica strategica per l'aviazione dell'Asse, l'unica in tutta Europa e la seconda al mondo, in grado di produrre piombo tetraetile, utilizzato come antidetonante da aggiungere alla benzina degli aerei da guerra. La collocazione a Trento era dovuta alla vicinanza con la Germania e con la ferrovia del Brennero. La scelta di porre lo stabilimento a Campo Trentino fu dettata dal fatto che al tempo era lontano dalla città, dominato da un vento costante (l'Ora del Garda) ottimo per disperdere i fumi tossici e vicino ad un corso d'acqua necessario sia per l'attività della fabbrica che per smaltire gli scarti. La fabbrica in quei tempi occupava 250 dipendenti.
Nel 1942, alcuni contadini che vivevano nel quartiere di Campotrentino si accorsero che i fumi provocati dalla SLOI distruggevano i loro raccolti di ciliegie e tredici di loro vinsero la causa civile da loro intentata e vennero risarciti del danno da loro subito. Sempre nel 1942, il dottor Savoia, consulente della SLOI e anche primario dell'Ospedale Maggiore di Bologna, scriveva su una rivista medica la potenzialità di intossicazione del piombo tetraetile e utilizzò topi come cavie, direttamente nei reparti di lavorazione. Egli concluse il suo esperimento, scrivendo che la tossicità era tale da uccidere un topo in 36-58 ore. Nel 1943, la metà degli operai della SLOI vengono denunciati all'INFAIL per malattia professionale. Questi sono solamente i casi conclamati di malattia, dato che le intossicazioni lievi non vennero mai denunciate.

### Dopo il conflitto
Al termine della guerra la produzione proseguì per usi civili, sempre producendo piombo, ma ora per le automobili civili, ovvero con la produzione di miscele antidetonanti per la benzina. Continua ad essere un'azienda strategica, essendo questa collegata al settore petrolifero.
Il 14 luglio 1953, dalla SLOI si alzò una nube di cloro che andò a ricoprire gran parte del quartiere di Cristo Re e di Campotrentino; l'esito fu il ricovero di quattro operai oltre a una trentina di persone che si sentirono male. Il 3 marzo 1959, venne consegnata una petizione firmata da 1007 persone all'allora sindaco di Trento, Nilo Piccoli, dove la popolazione si lamentava per "le esalazioni tossiche provenienti dalla zona industriale di Campotrentino e dagli scarichi degli stabilimenti nelle acque stagnanti del canale Lavisotto ammorbando l'aria in vaste zone cittadine e in particolare in quella nord". Tra dicembre 1964 e gennaio 1965, vi fu uno sciopero di due mesi per protestare contro il licenziamento di 40 operai motivato da uno "scarso rendimento"; in tale occasione da Roma Aldo Moro tentò una mediazione che si rivelò inutile. Il 30 ottobre 1969 alcuni operai della SLOI si recano davanti al palazzo della regione per incontrare l'assessore alla sanità. Gli operai si presentano con questi slogan: "In ogni litro di benzina c'è un po' della nostra salute". Lo stesso giorno viene distribuito un documento in città, vi si legge: "Alla SLOI noi moriamo, perché siamo costretti a lavorare in un ambiente nocivo, lavorando il piombo che attraverso le esalazioni ci fa diventare vecchi a 30 anni".
Nel tempo ci si è accorti che la produzione del piombo tetraetile era nociva per la salute umana in quanto essa provocava il saturnismo, un'intossicazione cronica dovuta all'esposizione professionale o accidentale al piombo, ma anche per l'ambiente; infatti l'azienda non era dotata di sistemi di sicurezza per lo scarico delle materie, e lo scarto veniva direttamente liberato nelle rogge demaniali.
Il 14 febbraio 1970 il medico aziendale, Aldo Danieli, viene costretto alle dimissioni ed egli denuncia la situazione reale al Servizio Medico Regionale. Anche il nuovo medico aziendale, Giuseppe De Venuto, il 10 novembre 1970 si dimette lasciando una pesante lettera di denuncia pubblicata il 12 novembre 1970 sul quotidiano Alto Adige. Nel maggio 1971 fu redatta una perizia "Lanzafame – Cadrobbi" dove si denunciava "una situazione allarmante di nocività sia sui livelli di intossicazione degli operai, sia sull'inquinamento dell'aria".
Il 3 luglio 1971 intervenne la magistratura mediante il procuratore della Repubblica Mario Agostini; dapprima sollecitò le autorità amministrative per una chiusura temporanea di almeno un mese, infine decise per la chiusura temporanea dell'azienda fino a quando le condizioni nocive non fossero state eliminate. Il comune di Trento in risposta eseguì delle analisi sugli abitanti del quartiere di Cristo Re mentre il ministro della Sanità e del Lavoro richiese ulteriori perizie ad una specifica commissione. Ma gli allarmi ripetuti per le fughe di nubi maleodoranti che il vento spinge sopra i quartieri di Cristo Re e Campotrentino e la preoccupazione per la tutela della salute degli operai e della popolazione svaniscono contro il ricatto occupazionale (se la fabbrica chiude sono posti di lavoro che saltano). Tra il 1960 e il 1971 vi furono 1.108 infortuni e, tra questi: 325 casi di intossicazione acuta, 66 con una durata superiore ai 40 giorni, 38 che portarono ad un'invalidità permanente e 4 si conclusero con la morte. Quasi 600 operai finirono alla clinica del lavoro dell'Università degli Studi di Padova, altri presso il manicomio di Pergine Valsugana, dove erano relegati come alcolisti cronici.
L'11 luglio 1975 inizia il processo nei confronti del proprietario della SLOI Carlo Luigi Randaccio, e i due direttori Milio Bertotti e Mario Pedinelli, tutti imputati per l'"omissione degli apparecchi necessari destinati a prevenire disastri o infortuni sul lavoro", e che causarono la morte di tre operai e lesioni personali ad altri tre. Il processo si conclude con 5 anni per il presidente, 2 anni (poi condonati) al direttore Bertotti, mentre l'altro direttore Pedinelli venne assolto. Un secondo processo si tenne nel 1978, sempre riguardante l'infortunio di un operaio sul posto di lavoro. Due gli imputati: il proprietario Randaccio viene condannato mentre il direttore viene assolto.

### L'incendio e la chiusura
Alle 21:50 del 14 luglio 1978 vi fu un normale temporale estivo e l'acqua entrò nel capannone dell'azienda dove erano depositati circa 300 quintali di sodio. Tale elemento chimico, a contatto con l'acqua si infiammò, i barili che lo contenevano iniziarono a scoppiare, e dallo stabilimento uscì una palla di fuoco coperta da una nube tossica che mandò all'ospedale circa 30 persone. All'interno dello stabilimento comunque le fiamme continuarono, senza però riuscire a intaccare il piombo (nel caso fosse successo, una vera e propria catastrofe ambientale poteva compiersi tra Trento e Rovereto, oltre all'inquinamento dell'Adige). Provvidenziale fu l'intervento dei Vigili del Fuoco di Trento comandati dall'ingegner Salvati che capì che non era possibile utilizzare l'acqua: utilizzarono alcuni TIR dell'Italcementi per portare in loco circa 300 tonnellate di cemento per poter spegnere lentamente la combustione del sodio. Tre giorni dopo l'evento, il sindaco di Trento, Giorgio Tononi, decise di emettere un decreto per la chiusura della SLOI e la procura della repubblica ordinò il suo sequestro.
Quando l'azienda chiuse nel 1978, vi lavoravano 153 operai.

### Dopo la chiusura

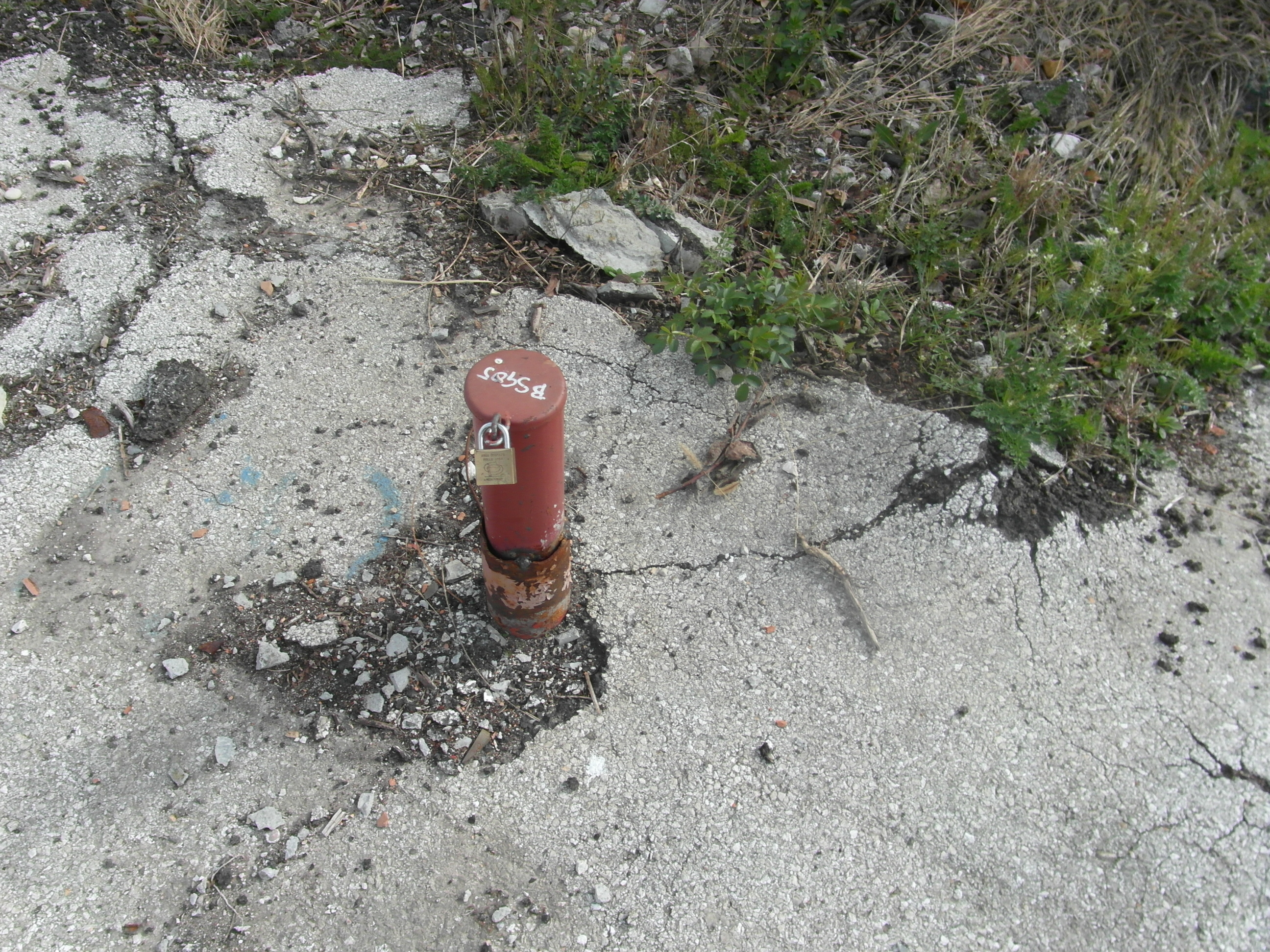
Uno dei sigilli posti per evitare la fuoriuscita di Etilmix

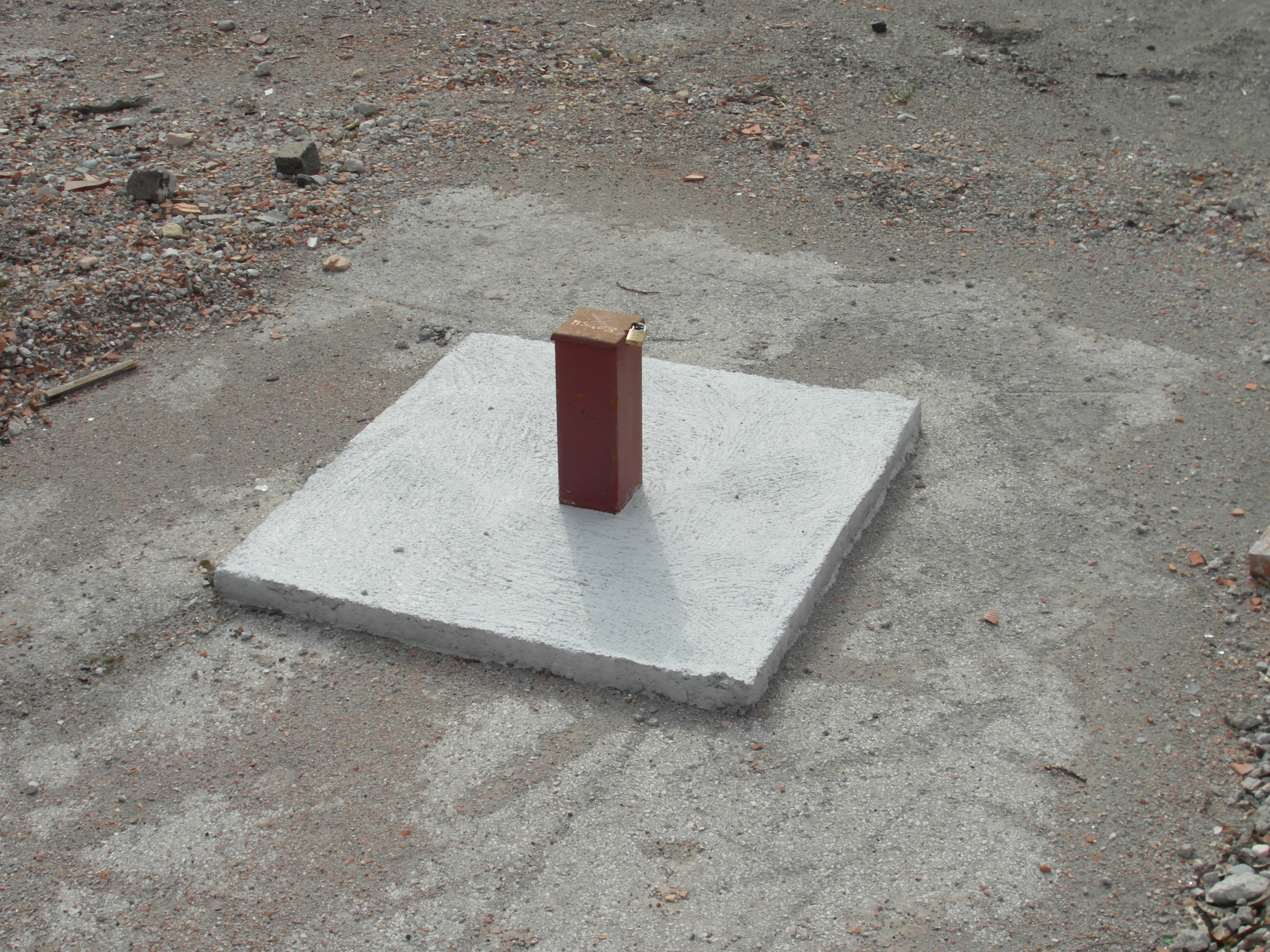
Altro sigillo

Oggi quello che resta della fabbrica, nota come "fabbrica dei veleni", si colloca in un'area con un elevato tasso di inquinamento, analogamente al terreno adiacente dell'azienda Prada-Carbochimica, nonostante persone senza dimora trovano riparo lungo i suoi perimetri.
Attualmente si ritiene che circa 180 tonnellate di piombo tetraetile siano penetrate nel terreno sottostante alla fabbrica, che pare essere inquinato per una profondità di 15 metri e sotto di questo, separato da un sottile strato di argilla di 20 centimetri, si trova la falda acquifera dell'Adige. e da qui i sigilli posti sulla superficie ricoperta da 40 cm di materiale inerto.
Sono quattro le società immobiliari proprietarie dell'area ex SLOI (TIM S.r.l., IMT, MIT, Fransy) e la bonifica si compone di più fasi: la prima riguarda la decontaminazione delle rogge demaniali e richiede 27,50 milioni di euro (19,46 dal Ministero dell'ambiente e 8,74 dalla Provincia di Trento), partiranno nel 2013 per 3 anni di lavoro. La seconda fase riguarda la bonifica dei terreni per la quale non si hanno ancora dati temporali certi ma che richiederà un impegno di 50 milioni di euro.
L'azienda SLOI viene inserita dal Ministero dell'ambiente nei "siti inquinati di interesse nazionale" solamente nel 2001.
Nel maggio 2015, dopo che i vari proprietari si sono precedentemente accordati con la provincia per il recupero dell'area, la ditta Zampedri di Pergine Valsugana ha iniziato i lavori per l'abbattimento dell'areale dell'azienda, i capannoni della casa direzionale, il laboratorio 
chimico, la cabina elettrica, l'infermeria e gli spogliatoi, lasciando solamente integra la torre piezometrica e il palazzo centrale.

## Condizioni di lavoro
Il lavoro era rischioso ma allo stesso tempo ben pagato e con un contratto vantaggioso. Il giorno era suddiviso in turni di 6 ore e la fabbrica era a ciclo continuo. Negli anni 1939-1940, l'Istituto case popolari iniziò ad edificare la zona limitrofa per gli operai; da qui la nascita del quartiere di Cristo Re.

## Le fasi della produzione
Presso la SLOI il processo di produzione era sviluppato in 6 fasi:
1. il piombo in "pani" veniva fuso a 600 °C mediante normali bruciatori a gasolio;
2. il piombo fuso veniva mescolato al sodio;
3. attesa che il composto si raffreddasse;
4. il nuovo composto veniva macinato in un frantoio, ottenendo una particolare lega;
5. la lega era posta su 16 reattori dove venivano iniettati il bromo e l'etilene, mediante i quali si otteneva una reazione chimica per poi portare la lega ad una temperatura di 1000/1200 °C.
6. infine si effettuava una distillazione, a seconda delle ordinazioni del committente, che portava da una distillazione di 240 quintali ad un prodotto finito di 800 quintali.

## Nei media
- Artwork del CD Rsu Esperienze del Limite, album, 1997
- La fabbrica degli invisibili, regia di Katia Bernardi, film documentario, 2009